# 11679 Brucebaker
11679 Brucebaker (1998 DE11) là một tiểu hành tinh vành đai chính được phát hiện ngày 25 tháng 2 năm 1998 Nhóm truy vết thiên thạch gần Trái Đất (NEAT) ở Haleakala, Maui, HI.